# MSDE
MSDE，又稱為 Microsoft Database Engine、Microsoft Data Engine 或 SQL Server Desktop Edition 等等，是以微軟 SQL Server 7.0 與 SQL Server 2000 核心為主的小型資料庫引擎，在大部份的使用情況下是免費，而且可以轉散布的資料庫（若要取得商用軟體的轉散布，則需要註冊才行），目前已由 SQL Server Express 接替。
MSDE 最令人詬病的，就是它只能使用指令來管理，除了使用 SQL Server Enterprise Manager 可連接以外，沒有圖形化的管理工具，而且功能也稍嫌單薄，最大的可共用使用者數只有8個，在擴充性上也受到了限制。

## 版本
- MSDE 7.0（SQL Server 7.0 核心）。
- MSDE 2000（SQL Server 2000 核心）。
- MSDE 2000 Release A（SQL Server 2000 核心加上內建的 Service Pack 3）。